# Knjigotisak
Knjigotisak (njem. Buchdruck, eng. letterpress printing) je tiskarska tehnika izravnog visokog tiska. Otisak se dobiva izravnim pritiskom tiskovne forme (na čije je uzdignute tiskovne elemente nanešena tiskarska boja) na tiskovnu podlogu.
Tiskovna forma izrađuje se od slitine metala ili sintetičkih materijala, a njeni dotrajali dijelovi lako se mijenjaju. Trajnost tiskovne forme od slitine metala je 30.000 do 60.000 otisaka, a one od sintetičkih materijala i do milijun otisaka. Karakteristika knjigotiska su viškovi boje istisnuti prema rubovima otiska te reljefnost na naličju tiskovne podloge. Jedna od čestih primjena knjigotiska danas je tisak serijskih brojeva (npr. na novčanicama).
Pretečom knjigotiska smatra se drvorez (njem. Holzschnitt, eng. woodcut), a izumom pomičnih olovnih tipografskih slova te njihovim otiskivanjem Gutenbergovom tiskarskom prešom počinje stvarni razvoj knjigotiska. Tiskarski strojevi u obliku tiskarskih preša bili su u uporabi do 19. stoljeća kada su ih počeli zamjenjivati poboljšani strojevi kao što su brzotisni stroj (tisak pritiskom rotirajućeg valjka na ploču s tiskovnom formom), zaklopni stroj (tisak međusobnim pritiskom dviju ploča) te rotacijski stroj (sustav dva međusobno pritisnuta rotirajuća valjka). Pojava fotosloga i ofsetnog tiska 1970-ih smanjila je konkurentnost knjigotiska, ponajviše zbog jednostavnije grafičke pripreme i kvalitetnije reprodukcije. Zastupljenost knjigotiska 1970-ih godina bila je 50%, a danas je taj udio smanjen na 5%.